# Patrick Stewart
Pour les articles homonymes, voir Stewart.
Patrick Stewart, né le 13 juillet 1940 à Mirfield, dans le Yorkshire de l'Ouest, est un acteur britannique.
Homme de théâtre avant tout et considéré comme un acteur shakespearien, il fait partie entre 1966 et 1982 de la Royal Shakespeare Company et glane deux Laurence Olivier Awards du meilleur second rôle en 1979 et 2009 pour Antoine et Cléopâtre et Hamlet, ainsi que le Drama Desk Award de la meilleure interprétation en solo en 1992 pour son seul en scène A Christmas Carol (en), d'après Charles Dickens.
Outre sa longue et riche carrière théâtrale, Patrick Stewart connait également une prolifique carrière devant la caméra. Parmi ses premiers grands rôles, il tient celui de Léodagan dans le film arthurien Excalibur (1981) de John Boorman, ainsi que celui du maître d'armes Gurney Halleck dans le film de science-fiction Dune (1984) de David Lynch. Son rôle le plus connu et qui lui a octroyé une reconnaissance mondiale, est celui du capitaine Jean-Luc Picard qu'il tient pendant près de trente-six ans dans la franchise Star Trek et qu'il interprète pour la première fois dans la série Star Trek: The Next Generation entre 1987 et 1994. Par la suite, il retrouve le personnage dans différents films entre 1994 et 2002, jeux vidéo entre 1995 et 2006, ainsi que dans sa propre série, Star Trek: Picard, lancée en 2020 et qui se conclut en 2023. Il est également connu du grand public pour avoir interprété le rôle du professeur Charles Xavier, directeur de l'école pour jeunes mutants, dans les films de la saga X-Men de 2000 à 2017, ainsi qu'une variante du personnage dans le film Doctor Strange in the Multiverse of Madness, vingt-huitième film de l'univers cinématographique Marvel sorti en 2022. Au milieu des années 2010, il se fait également remarquer pour son rôle de l'animateur de télévision Walter Blunt dans la sitcom Blunt Talk (2015-2016), ainsi que pour celui d'un chef d'un groupe de skinheads néonazis dans le film huis clos Green Room (2016).
Sa voix autoritaire lui permet notamment d'être le narrateur de plusieurs œuvres ainsi que d'interpréter des personnages de haute prestance comme le Pharaon Séthi Ier dans le film d'animation Le Prince d'Égypte en 1998, ou encore l'empereur Uriel Septim VII dans le jeu vidéo The Elder Scrolls IV: Oblivion en 2006. Il interprète également Avery Bullock dans la série d’animation American Dad! depuis 2005 ainsi que Zobek dans les jeux Castlevania: Lords of Shadow et Castlevania: Lords of Shadow 2 en 2010 et 2014.
Au fil de sa vie, Patrick Stewart met à profit son image afin de récolter de l'argent pour diverses associations caritatives. Anobli par la reine Élisabeth II en 2010 pour « services rendus aux arts », il a donc droit à l'appellation « Sir Patrick Stewart ».
Ses mémoires paraissent le 3 octobre 2023.

## Biographie

### Jeunesse

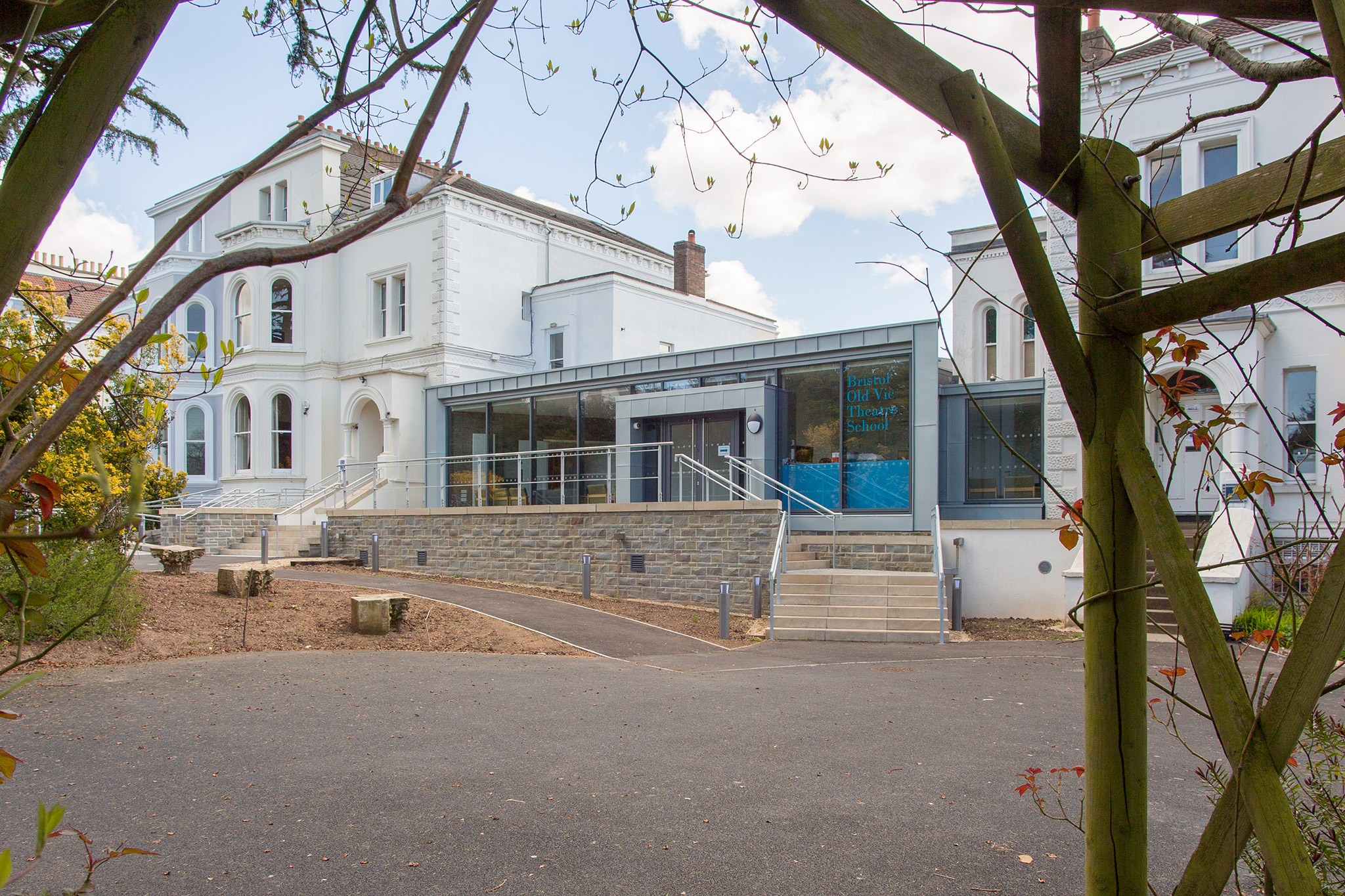
La Bristol Old Vic Theatre School où l'acteur est passé durant sa jeunesse.

Patrick Stewart est né le 13 juillet 1940 à Mirfield dans l'Yorkshire de l'Ouest.
Il grandit en assistant aux violences familiales de son père envers sa mère. Son père, qui est un vétéran de la Seconde Guerre mondiale et dont il n'a fait la rencontre qu'à son retour, était d'après Stewart, diagnostiqué comme souffrant d'obusite et qu'il serait aujourd'hui considéré comme souffrant de troubles de stress post-traumatique. Le théâtre est au centre de la vie de cet acteur. Il débute à l’âge de neuf ans dans le rôle de Tom of Towngate[réf. nécessaire] et lorsqu'il entre au collège à l'âge de 12 ans, il persévère en suivant des cours de théâtre. Après une lecture à haute voix d'une scène du personnage de Shylock dans Le Marchand de Venise devant toute sa classe,, son professeur, Cecil Dormand, lui aurait dit : « Stewart, vous avez du talent. Vous devriez faire une carrière au théâtre. »[réf. nécessaire]. Lors d'un entretien en 2021 avec le journal d'information The Guardian, il décrit cet évènement qui a « changé sa vie » : « Les premiers mots « I have possessed your grace of what I purpose », étaient la première ligne de Shakespeare que j'aie jamais lue. Je comprenais à peine un mot, mais j'adorais la sensation des mots et des sons dans ma bouche. Un écrivain de 400 ans m'a tendu la main pour m'inviter ce matin-là. J'ai ressenti le sentiment d'un moi intérieur et privé libéré et connecté à quelque chose de mystérieux, d'étranger et d'excitant. j'étais accroché »,. La même année, son professeur le fait jouer le rôle de Hopcroft Minor dans la pièce The Happiest Days of Your Life (en). Toujours lors du même entretien avec le journal britannique, il parle de l'impact qu'a eu son professeur : « Il m'a sauvé quand j'étais un garçon et que mon éducation échouait et a sans aucun doute été la personne la plus importante de ma vie. Si je n'avais pas rencontré Cec, que serait-il advenu de moi ? Je suis tellement reconnaissant pour sa confiance en moi. »,.
À 15 ans, il quitte l’école et s’investit dans les productions du théâtre local,. En parallèle, il écrit dans le quotidien Mirfield Reporter (en), mais, accaparé par les répétitions, il n'a pas couvert certains évènements et a demandé à d'autres personnes de le remplacer et invente certains détails dans ses articles,. Son employeur découvre le pot au rose lorsque Stewart n'a pas couvert un atelier de tissage en flamme qui se trouve à 200 mètres de l'endroit où il devait être. Il le met alors en demeure de choisir entre le théâtre et le journalisme, Stewart choisissant de démissionner,.
Patrick Stewart a 17 ans lorsqu'il s’inscrit aux cours de théâtre de l'Old Vic de Bristol. Sa calvitie naissante (il perd pratiquement tous ses cheveux dans les deux années qui suivent) ne lui pose aucun problème et il parvient au contraire à en tirer avantage puisqu'on peut le considérer comme « deux acteurs en un » (celui qui joue parfois avec une perruque et celui qui s'en passe...).[réf. nécessaire]

### Débuts au théâtre et à la télévision anglaise (années 1960-1980)
Après un passage par le Library Theatre de Manchester[réf. nécessaire], il rejoint la Royal Shakespeare Company en 1966. Il joue alors aux côtés d’acteurs tels que Ben Kingsley, Ian Richardson, David Suchet et beaucoup d’autres[réf. nécessaire].
En 1967, il tient le rôle d'un pompier dans un épisode de Coronation Street. S'agissant d'une de ses premières apparitions devant une caméra, Stewart explique que ce passage a rendu ses parents heureux et qu'ils ont enfin vu qu'il pourrait avoir une carrière en tant qu'acteur.
En 1977, il joue dans la pièce Every Good Boy Deserves Favour (en), dont la distribution comprend notamment celui qui deviendra des années plus tard un de ses plus grands amis, Ian McKellen. Parallèlement, il décroche des rôles dans des séries télévisées et téléfilms britanniques, se construisant une carrière d'acteur de télévision durant toutes les années 1970. Citons celui de Séjan dans Moi Claude empereur (1976) et celui de Claudius dans une adaptation de Hamlet pour la BBC en 1980. En 1979, il remporte le Laurence Olivier Award du meilleur second rôle pour la pièce Antoine et Cléopâtre de William Shakespeare.
En 1982, il quitte la Royal Shakespeare Company puis rejoint du début des années 1980, le Royal National Theatre[réf. nécessaire], tout en s'essayant cette fois au cinéma : le grand public américain le découvre dans le film d'héroic-fantasy Excalibur, de John Boorman en 1981 où il incarne Leodegran, le père de la reine Guenièvre,. Il confirme cette percée dans le cinéma de genre en participant en 1984 à l'adaptation cinématographique par David Lynch du roman Dune (1965), premier roman du cycle de Dune de l'écrivain Frank Herbert, dans laquelle il y interprète le maître d'armes Gurney Halleck.

### Révélation télévisuelle (1987-1994)

#### Star Trek: The Next Generation
« C'est arrivé à un point où je n'avais aucune idée d'où Picard commence et d'où je termine. Nous nous sommes complètement superposés. Sa voix est devenue ma voix, et il y avait d'autres éléments de lui qui sont devenus moi. »
— Patrick Stewart dans The Times en 2007
En 1987, au cours d’une conférence sur Shakespeare à l’UCLA, Stewart est remarqué par Robert Justman (en) pour incarner le rôle principal d'une nouvelle série télévisée de la franchise Star Trek,. En 2023, l'acteur se remémore la première fois où il a été contacté pour participer à la franchise : « [...] le lendemain matin, j'ai reçu un appel d'un homme qui m'a dit qu'il était mon agent — je ne l'avais jamais rencontré, je ne lui avais jamais parlé auparavant, mais c'était mon agent en Californie — et il a dit : « J'ai deux questions pour vous. Qu'est-ce que vous faisiez à UCLA hier soir et pourquoi Gene Roddenberry voudrait-il vous voir ce matin ? ». Et j'ai dit : « Jean qui ? Je ne la connais pas. » Et il m'a dit qui était Gene Roddenberry. »,.
Par la suite, il est alors engagé pour le rôle du capitaine Jean-Luc Picard dans la série de science-fiction Star Trek : The Next Generation, seconde série en prises de vues réelles de l'univers Star Trek après la série de 1966. L'acteur déclare en 2023 comment il a appréhendé le rôle : « j'ai très vite compris que [pour] Star Trek[...]il y avait une sorte de formalité à être capitaine. J'étais le capitaine d'un vaisseau spatial, et j'étais assis sur le siège central, et j'avais des assistants de chaque côté de moi et des gens qui dirigeaient le vaisseau là-bas devant, et cela m'a beaucoup rappelé de nombreuses situations Shakespeariennes dans lesquelles j'avais été sur scène. Et j'ai pensé : C'est ainsi que je devrais considérer ce rôle, comme s'il s'agissait de Henri IV, qui parle d'hommes courageux. Et très vite j'ai appris à connaître le casting. »,.
Peu connu aux États-Unis, — le quotidien Los Angeles Times le qualifie d'« acteur shakespearien britannique inconnu » —, il endosse l’uniforme du capitaine Jean-Luc Picard pour la première fois dans l'épisode Encounter at Farpoint, diffusé le 28 septembre 1987,. Au départ, Stewart signe un contrat de six ans en pensant que la série ne durerait pas plus d'une saison. Finalement, il tient le rôle tout au long des sept saisons de la série, le dernier épisode étant diffusé le 23 mai 1994. Il joue également le personnage en 1993 dans le pilote de la série Star Trek: Deep Space Nine. Alors que la série est un succès, elle se voit être arrêtée afin de produire plusieurs films, dont Star Trek : Générations qui sort quelques mois après la diffusion du dernier épisode.

#### En dehors de la série

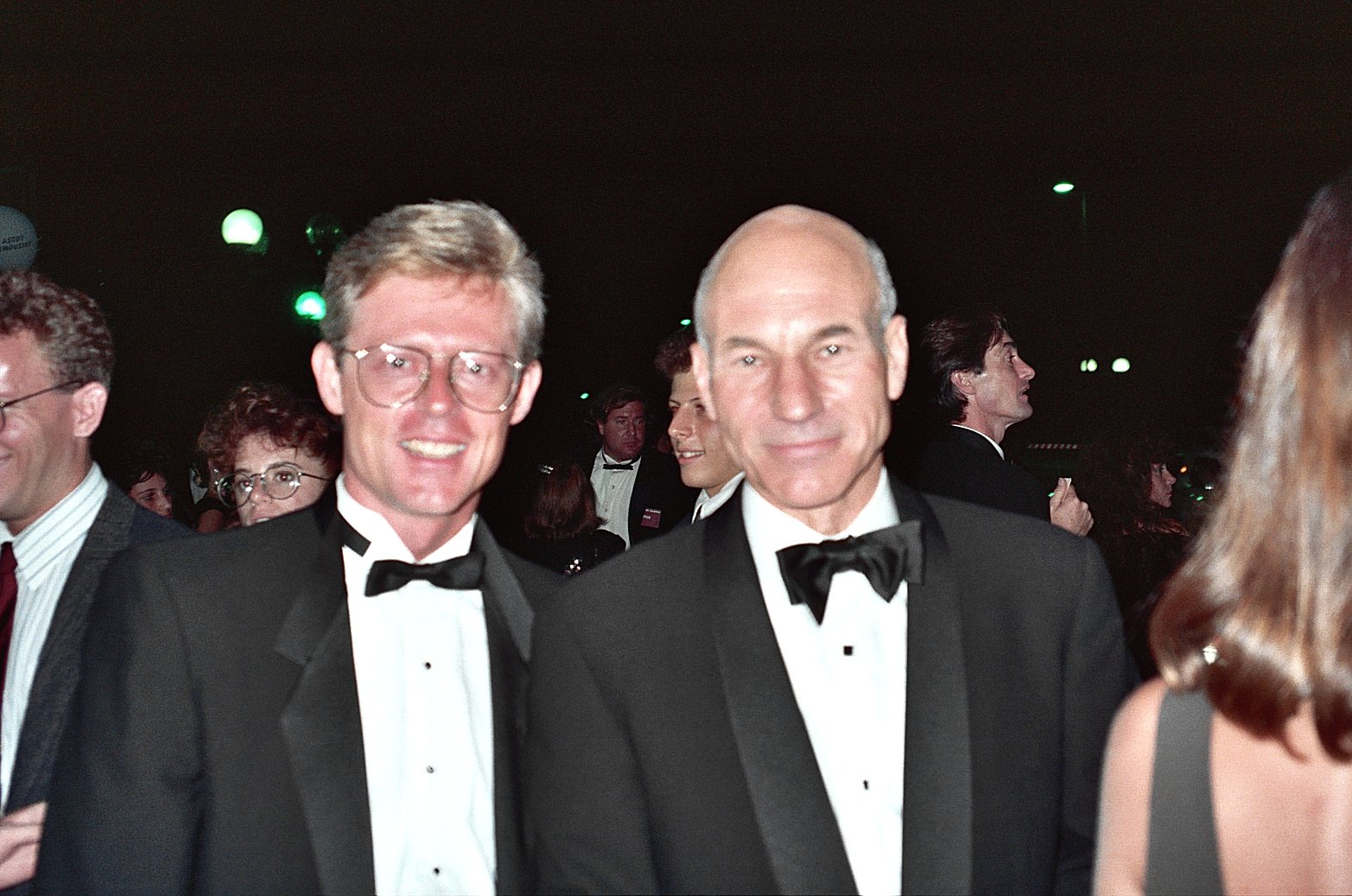
L'acteur aux Emmy Awards 1990.

Bien que la série accapare une grande partie du temps de Patrick Stewart, ce dernier ne délaisse pas le théâtre pour autant et entre ses périodes de tournage, il retrouve volontiers les planches. En 1991, il monte ainsi sa propre adaptation (en) du Chant de Noël (A Christmas Carol) de Charles Dickens. Il y joue tous les personnages avec un succès tel que l’expérience est réitérée en 1992 — il est alors récompensé par un Drama Desk Award —, en 1994 — il reçoit cette année-là un Laurence Olivier Awards pour le Meilleur divertissement ainsi qu'une nomination pour Meilleur acteur —, en 1996 puis en 2001 au profit des familles des victimes des attentats du 11 septembre via plusieurs œuvres de charité , dont à l'Actors Fund of America (en) pour la représentation du 28 décembre,,.
En parallèle, il prête sa voix au roi Richard dans le jeu vidéo de rôle Lands of Lore: The Throne of Chaos sorti en 1993. Si Ed Ivory narre l'introduction du film d'animation The Nightmare Before Christmas d'Henry Selick sorti la même année, une version enregistrée par Patrick Stewart est présente sur la bande originale du film.

### L'aprèsStar Trek(1994-2002)

#### Reprise de Picard dans divers médias
De 1994 et 2002, il reprend le personnage de Jean-Luc Picard dans quatre longs-métrages dérivés de l'univers créé par Gene Roddenberry : Star Trek : Générations — qui réunit l'équipage de la première et de la seconde série — Star Trek : Premier Contact, Star Trek : Insurrection et Star Trek : Nemesis.
En plus de reprendre le rôle de Jean-Luc Picard au cinéma, Patrick Stewart retrouve également le personnage de manière régulière entre 1995 et 2002 dans les jeux vidéo Star Trek: The Next Generation - A Final Unity (1995), Star Trek Generations (1997), Star Trek: Hidden Evil (1999), Star Trek: Invasion (2000), Star Trek: Armada (2000), Star Trek: Armada II (2001), Star Trek: Bridge Commander (2002) et Star Trek: Starfleet Command III (2002).

#### Alternance entre les planches et les tournages, usage de sa voix et ses débuts dansX-Men

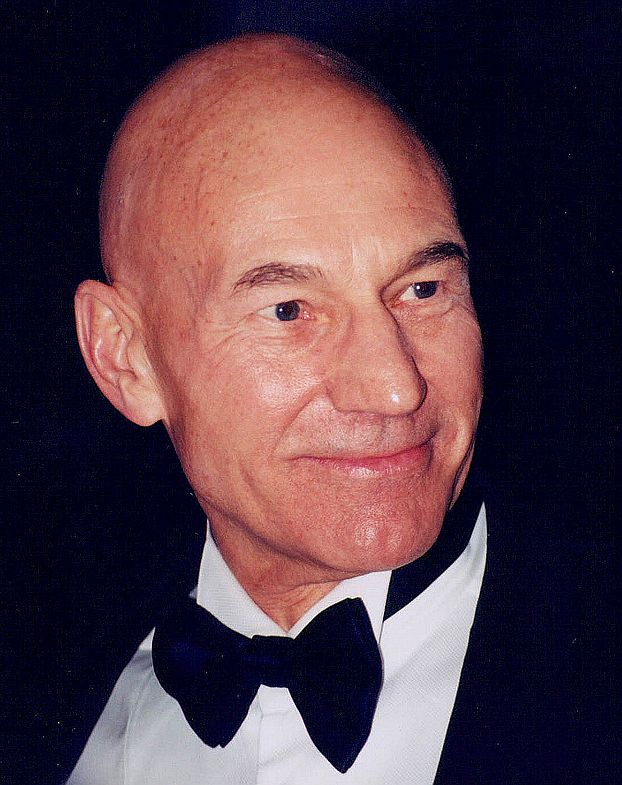
Patrick Stewart en 1999.

Le milieu des années 1990 est la période à partir de laquelle Patrick Stewart commence à mettre à profit sa voix dans des productions de manière régulière. En 1995, il participe à la série d'animation The Simpsons, en prêtant sa voix au personnage de Numéro 1 dans Homer the Great, douzième épisode de la sixième saison. Il joue également un professeur de danse de salon dans la comédie musicale Love Dance et un décorateur d'intérieur dans le film Jeffrey, d'après la pièce (en) de Paul Rudnick. Coté théâtre, Stewart incarne Prospero dans une mise en scène de La Tempête (The Tempest) de Shakespeare présentée à Broadway. Il révèle que ce rôle lui a permis de prendre conscience qu'à cause du temps consacré à son travail, il n'a pas prêté attention en tant que « père, ami et amant ».
Sa maison de production lui permet en outre de réaliser des projets qui lui tiennent à cœur[réf. nécessaire] comme en 1996 dans le rôle de Simon de Canterville dans une adaptation (en) de Le Fantôme de Canterville. Il obtient le Grammy Award du meilleur livre audio pour enfants pour sa lecture du conte Pierre et le Loup de Sergueï Prokofiev.
En 1997, il crée la surprise en jouant Othello dans une version « inversée (en) » de la pièce de Shakespeare, Othello devenant donc un blanc dans une société noire. Stewart rêve depuis ses 14 ans de jouer le rôle.
En 1998, il est le Pharaon Seti I dans le film d'animation Le Prince d'Égypte de DreamWorks Animation. Il apparaît également dans Moby Dick en 1998, adaptation du roman éponyme de Herman Melville où il tient le rôle du célèbre capitaine Achab. Au sujet de la revisite de ce rôle : « Combien d'Hamlet avons-nous vu au cours des 10 dernières années ? De combien d'Achab avez-vous entendu parler depuis celui de Greg Peck ? Il était temps de réexaminer ce rôle. Et le monde a changé, et notre compréhension des hommes comme Achab, Starbuck et Ismaël s'est quelque peu approfondie »,. En 1998, il joue le protagoniste de la pièce The Ride Down Mt. Morgan (en) d'Arthur Miller. Alors que la pièce est jouée à Broadway en 2000, Stewart critique ouvertement les producteurs quant au manque de promotion et de publicité autour de la pièce.
Il retrouve une nouvelle fois le conte de Dickens en interprétant en 1999 Ebenezer Scrooge dans le téléfilm La Nuit des fantômes.
Après avoir demandé à l'acteur britannique David Hemmings de narrer son album Journey to the Centre of the Earth (1974), Rick Wakeman a fait appel à Stewart pour la narration de la suite de l'album, à savoir Return to the Centre of the Earth sorti en 1999.

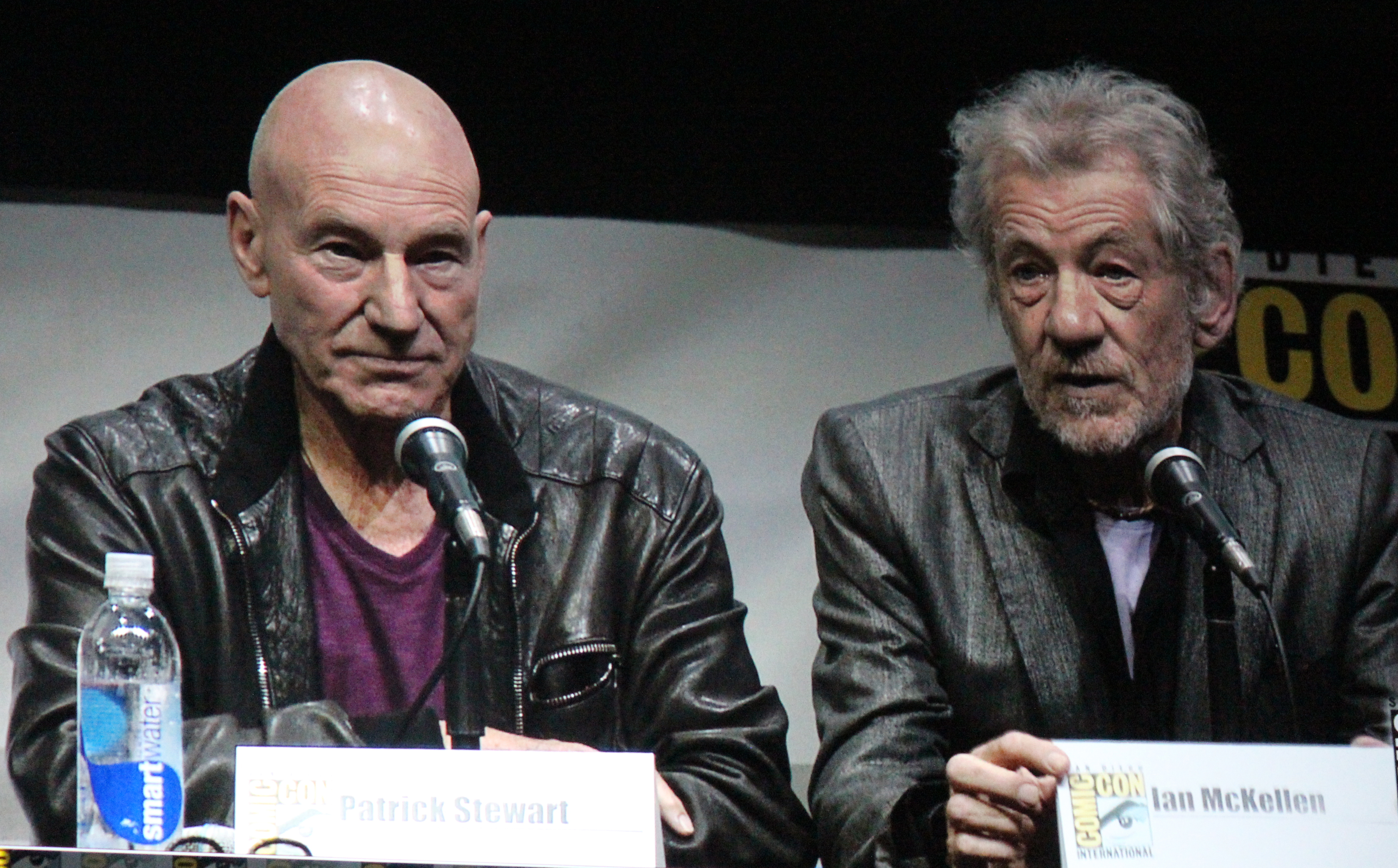
L'acteur aux côtés de son partenaire de jeu et ami Ian McKellen au San Diego Comic-Con 2013, pour la promotion de X-Men: Days of Future Past.

En 2000, il retrouve un certain regain de notoriété en apparaissant dans la grosse production X-Men de Bryan Singer, qui le voit jouer le professeur Charles Xavier, un personnage de Marvel Comics qui s'avère être un mutant et le fondateur de l'Institut Xavier. Ce rôle du mutant et du fondateur de l'Institut Xavier, lui est dans un premier temps proposé par Lauren Shuler Donner durant la postproduction du film Complots de son mari Richard Donner. Cette dernière montre à Stewart un comics X-Men montrant le Professeur Xavier, ce à quoi il répond « Pourquoi suis-je sur la couverture d'une BD ? »,. Stewart est réticent à l'idée d'incarner à nouveau un personnage issu de la culture populaire, prenant l'exemple d'un rôle qui lui a échappé après qu'un réalisateur lui ait dit : « Mais pourquoi voudrais-je le capitaine Picard dans mon film ? ». Finalement, c'est Singer qui l'a convaincu de faire le film,. Bien accueilli, le film crée la surprise en récoltant 296 339 527 $ au box-office mondial et permet de lancer une franchise à laquelle Stewart sera affilié pendant plus de vingt ans,.
En 2001, il prête sa voix au roi Goobot dans le film d'animation Jimmy Neutron, un garçon génial. Il joue également au West Yorkshire Playhouse (en) à Leeds face à son fils Daniel dans la pièce Johnson Over Jordan (en) qui n'a pas été joué depuis plus de cinquante ans,.
Ses retrouvailles avec le professeur Xavier ne se font pas sur grand écran, mais via le jeu vidéo X-Men: Next Dimension sorti en 2002. Il incarne également John Lear dans une adaptation version « western » de la pièce Le Roi Lear de Shakespeare intitulée King of Texas sorti en 2002. Stewart est également producteur du téléfilm.

### Un acteur sur tous les fronts (2003-2019)
En 2003, il continue de participer à la franchise X-Men en apparaissant dans X-Men 2 sous la direction de Bryan Singer, et le jeu vidéo X2 - Wolverine's Revenge, ce dernier montrant Mark Hamill dans le rôle de Wolverine,. Parallèlement à ses engagements, le comédien revient en 2003 sur scène au Royaume-Uni pour la pièce Solness le constructeur (Bygmester Solness) d'Ibsen, avant de repartir pour New York afin d'y interpréter le rôle de Davies dans Le Gardien (The Caretaker) d’Harold Pinter aux côtés de Kyle MacLachlan, avec qui il avait déjà eu l’occasion de jouer dans Dune,. Il retrouve également le personnage de Jean-Luc Picard dans le jeu vidéo Star Trek: Elite Force II et tourne aux côtés de Glenn Close dans le téléfilm Le Lion en hiver, remake du film homonyme sorti en 1968 qui lui vaut une nomination aux Emmy Awards pour son rôle de producteur exécutif ainsi qu'aux Golden Globes dans la catégorie meilleur acteur,,,. L'année 2003 est une année chargée pour le comédien qui fait sa première apparition dans une sitcom en apparaissant dans un épisode de Frasier.
Après y avoir vécu pendant dix-huit ans[réf. nécessaire], il annonce en 2004 sa décision de quitter les États-Unis pour sa patrie d'origine,. La même année est également une année riche pour ce qui est des voix de personnages. Ainsi, il prête sa voix à Khelben « Blackstaff » Arunsun dans Forgotten Realms: Demon Stone, reprend le rôle du professeur Xavier dans le jeu X-Men Legends et double pour la version anglophone le personnage du Dr Lloyd Steam dans le film d'animation japonais Steamboy,,.

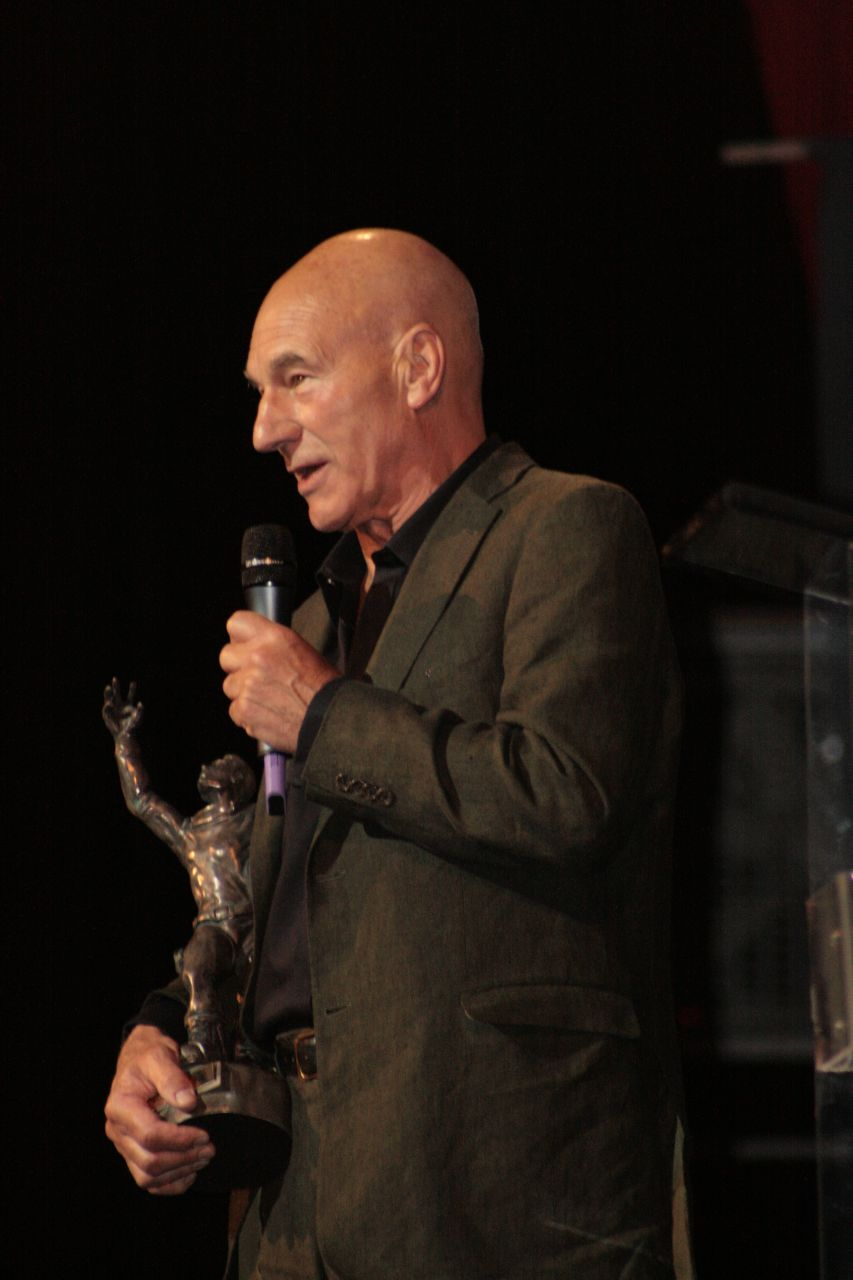
Patrick Stewart en 2007 lors du Festival Jules Verne.

2005 lui offre d'ailleurs l’occasion d'alterner théâtre, télévision et cinéma. Il apparaît ainsi sur les planches dans A Life at the Theatre, signe un contrat de 16 mois avec la Royal Shakespeare Company[réf. nécessaire] et se produit en décembre pour vingt-trois représentations de son désormais traditionnel A Christmas Carol (en).
En parallèle, il remplace en 2005 Jude Law dans la série télévisée Extras, et entame une collaboration avec Seth MacFarlane en prêtant sa voix à Avery Bullock dans la série d'animation American Dad!, rôle qu'il tient toujours en 2022
,,. Leur association continue la même année, puisqu'il prête sa voix à Jean-Luc Picard dans le onzième épisode de la quatrième saison (en) de la série d'animation Family Guy, puis joue différents rôles tout au long de la série, étant présent dans plus d'une quinzaine d'épisodes en 2018. Il reprend également le rôle du professeur Xavier dans la suite vidéoludique X-Men Legends II : L'Avènement d'Apocalypse. Il double également pour la version anglophone le personnage de Lord Yupa	dans l'anime Nausicaä de la Vallée du Vent de Hayao Miyazaki sorti en 1984.

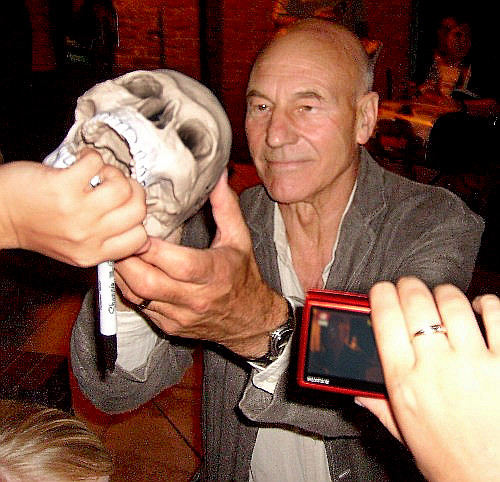
Patrick Stewart signant un autographe en 2008.

En 2006, il conclut la trilogie X-Men avec X-Men : L'Affrontement final (X-Men: The Last Stand), sous la direction Brett Ratner ainsi qu'avec le jeu vidéo X-Men: The Official Game qui fait le pont entre le deuxième et le troisième volet,. Il accepte également un rôle dans la nouvelle production de la chaîne ITV intitulée Eleventh Hour[réf. nécessaire] et tient le rôle de l'empereur Uriel Septim VII dans The Elder Scrolls IV: Oblivion, quatrième volet de la série de jeu vidéo de rôle The Elder Scrolls développée par le studio Bethesda Game Studios. Ce rôle lui permet de remporter le Spike Video Game Awards de la meilleure prestation masculine. Il retrouve une énième fois le rôle de Jean-Luc Picard la même année, pour les besoins du jeu vidéo Star Trek: Legacy.
2007 le voit jouer l'antagoniste Max Winters dans le film d'animation TMNT : Les Tortues Ninja (TMNT) d'après la franchise Tortues Ninja. Il tient également toute l'année le rôle-titre dans Macbeth de Shakespeare,. Pour jouer ce rôle, il ressent l'influence de son père : « Quand je mets mon uniforme et que je me regarde dans le miroir, il me regarde droit dans les yeux ». À noter qu'il reprend le rôle dans son adaptation en téléfilm pour la BBC diffusée en 2010.
Il interprète en 2008 Claudius et le fantôme (en) dans la pièce Hamlet de Shakespeare, ainsi que dans son adaptation en téléfilm pour la BBC Two diffusée l'année d'après,. La pièce lui permet de glaner en 2009 le Laurence Olivier Award du meilleur second rôle.
L'acteur participe aussi à la trilogie consacrée à Wolverine, qui retrace l'histoire du personnage incarné par Hugh Jackman, figurant ainsi dans un premier temps au casting de X-Men Origins: Wolverine, de Gavin Hood, sorti en 2009. La même année, il joue le rôle de Vladimir (en) dans la pièce En attendant Godot de Samuel Beckett au côté de Ian McKellen.
En 2010, il participe au jeu vidéo Castlevania: Lords of Shadow, redémarrage de la franchise Castlevania, dans lequel il interprète l'antagoniste du jeu, Zobek. Il joue également à Broadway la pièce A Life in the Theatre (en) de David Mamet.

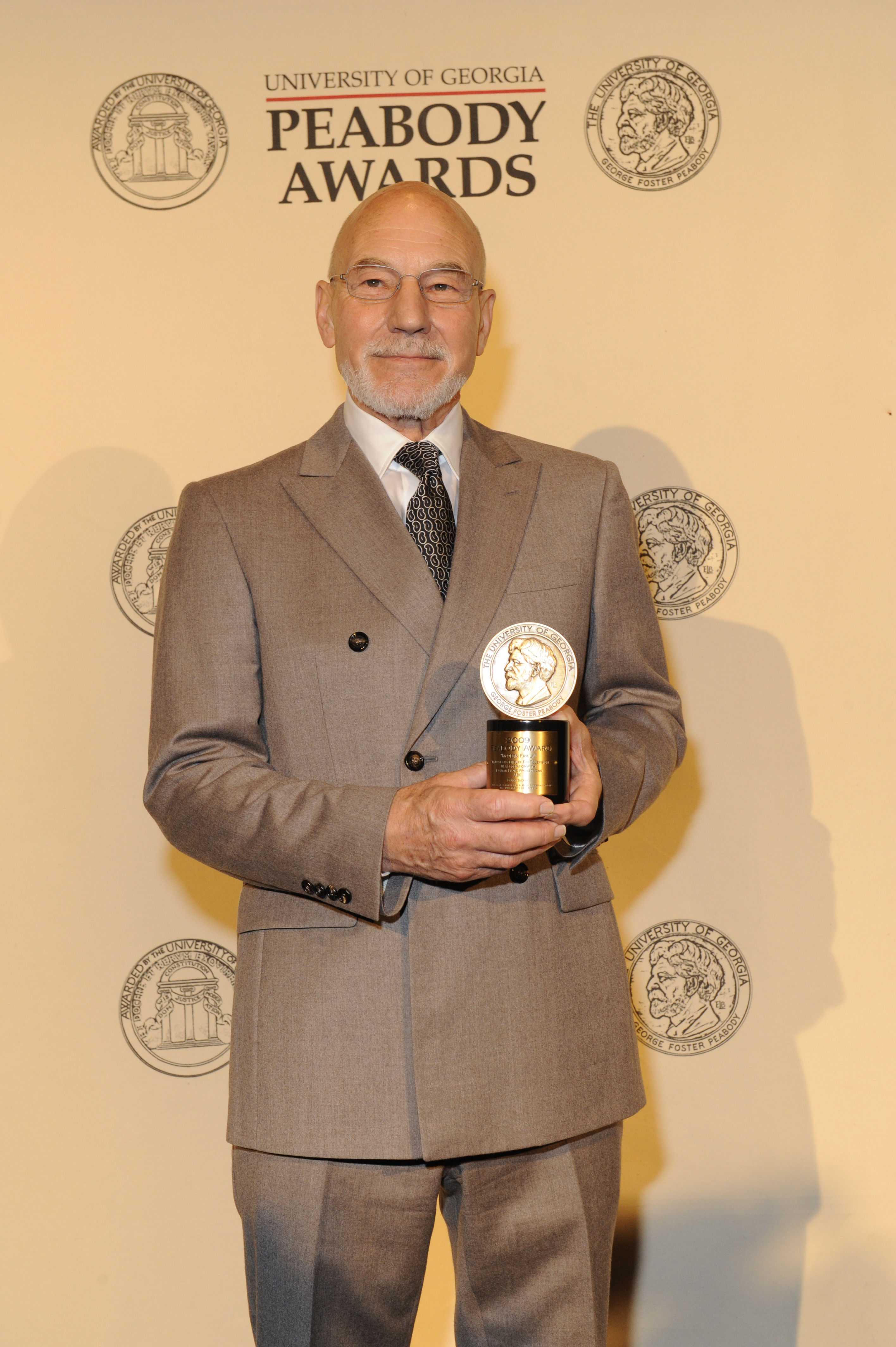
L'acteur récompensé d'un Peabody Award en mai 2012.

En 2011, il devient le narrateur d'une nouvelle adaptation vidéoludique du roman de science-fiction La Guerre des mondes d'H. G. Wells et participe au documentaire The Captains (en), écrit et réalisé par William Shatner, l'interprète du capitaine James T. Kirk dans la série Star Trek de 1966, qui questionne les autres comédiens de la franchise ayant incarné un capitaine, c'est-à-dire Scott Bakula, Avery Brooks, Kate Mulgrew et Chris Pine,. Si le studio 20th Century Studios lance la même année une trilogie préquelle où le personnage de Charles Xavier est repris par l'écossais James McAvoy, Stewart, accompagné de Ian McKellen, revient en 2013 dans la scène post-crédits de The Wolverine de James Mangold, second volet consacré au personnage. Cette scène annonce le film cross-over X-Men: Days of Future Past sorti l'année suivante, qui marque le retour à la saga du réalisateur Bryan Singer et dont l'action se déroule en partie dans le futur, reprenant plusieurs acteurs de la première trilogie. En parallèle, il prête sa voix en 2012 au Maître-chasseur dans l'épisode 31st Century Fox de la septième saison de la série d'animation Futurama ainsi qu'à Ariscratle dans L'Âge de glace 4 : La Dérive des continents, quatrième volet de la franchise L'Âge de glace,. Il retourne dix-huit ans après dans la ville de Springfield en 2013 pour prêter sa voix au Vigorous Older Man[Traduire passage] dans The Fabulous Faker Boy, vingtième épisode de la vingt-quatrième saison de la série The Simpsons. En 2014, il retrouve Seth MacFarlane pour faire un caméo vocal dans son film A Million Ways to Die in the West, reprend le rôle de Zobek dans Castlevania: Lords of Shadow 2 et fait la narration du film Sinbad: The Fifth Voyage,,.
En 2015, l'acteur se distingue en tenant le premier rôle du film indépendant Match (en), écrit et réalisé par Stephen Belber, dans lequel il incarne un professeur de danse et a pour partenaires Carla Gugino et Matthew Lillard. Il joue aussi dans la comédie de fin d'année Christmas Eve (en), de Mitch Davis (en) et retrouve Seth MacFarlane pour faire la narration du film Ted 2. Stewart incarne également la même année l'animateur de télévision Walter Blunt dans la sitcom Blunt Talk de Jonathan Ames, retrouvant une fois de plus MacFarlane qui officie en tant que producteur exécutif. Ce dernier souhaitait voir Patrick Stewart dans une comédie face caméra, considérant l'acteur comme ayant été « gaspillé » dans les drames,. Pour préparer le rôle, Patrick Stewart a notamment rencontré l'équipe de The Daily Show de Jon Stewart, ou encore le journaliste Piers Morgan. La série est annulée après la diffusion de sa seconde saison en 2016.
Puis en 2016, l'acteur mène la jeune distribution de l'acclamé thriller horrifique Green Room, écrit et réalisé par Jeremy Saulnier, dans lequel il joue un rôle loin de ses standards habituels, celui du chef d'un groupe de skinheads néonazis tentant d'éliminer des témoins indésirables retranchés dans la chambre verte de son bar. L'année suivante, il revient à un cinéma plus classique en partageant l'affiche de la comédie dramatique indépendante The Wilde Wedding (en) avec Glenn Close et John Malkovich.

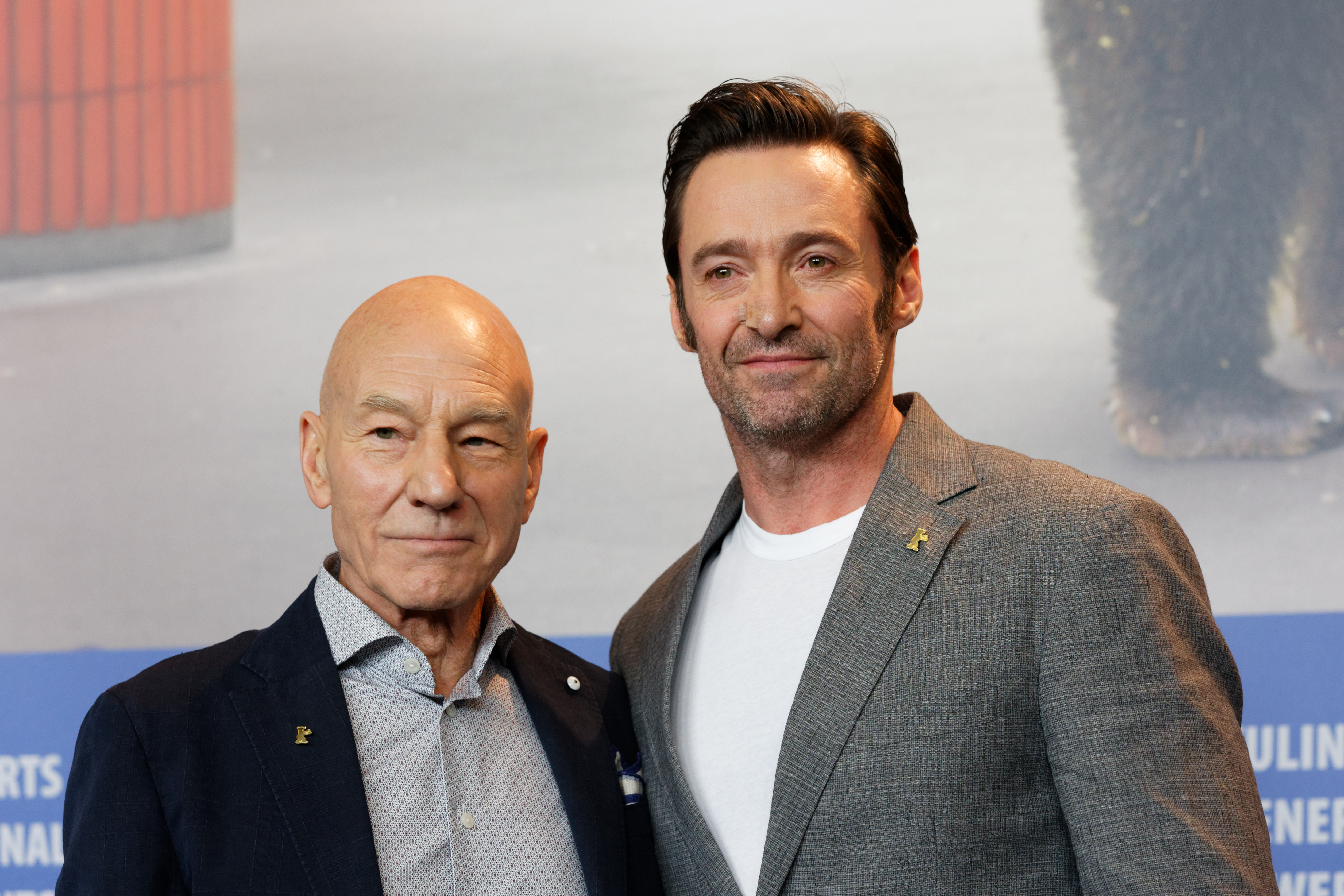
L'acteur aux côtés de Hugh Jackman pour la première mondiale de Logan, à la Berlinale 2017.

En 2017, il tient un rôle central dans l'ultime chapitre consacré au personnage de Wolverine, Logan (2017). Le 25 février 2017, l'acteur annonce officiellement son départ de la franchise au terme de ce film, et donc après l'avoir incarné pendant 17 ans. Durant un entretien avec le magazine Entertainment Weekly datant du 24 février 2017, il explique cette décision : « Il y a une semaine, un vendredi soir à Berlin, nous sommes assis tous les trois pour regarder le film pour la première fois, j'étais si ému[...]. Nous devions monter sur scène, mais pas avant que le générique ne soit terminé[...] Nous sommes donc restés assis, et pendant ce temps je me disais qu'il n'y aurait jamais une meilleure façon, plus parfaite, plus sensible, plus émouvante et plus belle de dire au revoir à Charles Xavier que dans ce film. J'ai donc dit à Hugh ce même soir : « pour moi aussi, tout ça c'est fini. » »,,.
L'année 2018 le voit officier une fois de plus comme narrateur, plus précisément dans le rôle d'un vieux bibliothécaire dans le jeu My Memory Of Us, l'histoire du jeu étant une allégorie de la Seconde Guerre mondiale et de l'Holocauste,.
Début 2019, il interprète la version âgée de Merlin dans le film Alex, le destin d'un roi de Joe Cornish, une adaptation de la légende arthurienne transportée dans le monde moderne. Fin 2019, il s'investit à nouveau dans une franchise hollywoodienne, en rejoignant la distribution du film d'action Charlie's Angels réalisé, écrit et produit par Elizabeth Banks. Troisième volet de la série de films du même titre et qui fait suite à la célèbre série télévisée des années 1970, Drôles de dames, il y incarne le rôle de John Bosley, remplaçant Bill Murray à la suite de son départ de la franchise après le premier volet. Il est également le narrateur des jeux vidéo Shadow Point et Felix the Reaper (en). Le 11 et 13 décembre 2019, il rejoue une énième fois son seul en scène A Christmas Carol (en) au bénéficie de l'association City Harvest (en) ainsi que pour le théâtre Ars Nova (en).

### Reprise de ses rôles emblématiques (2020-2023)

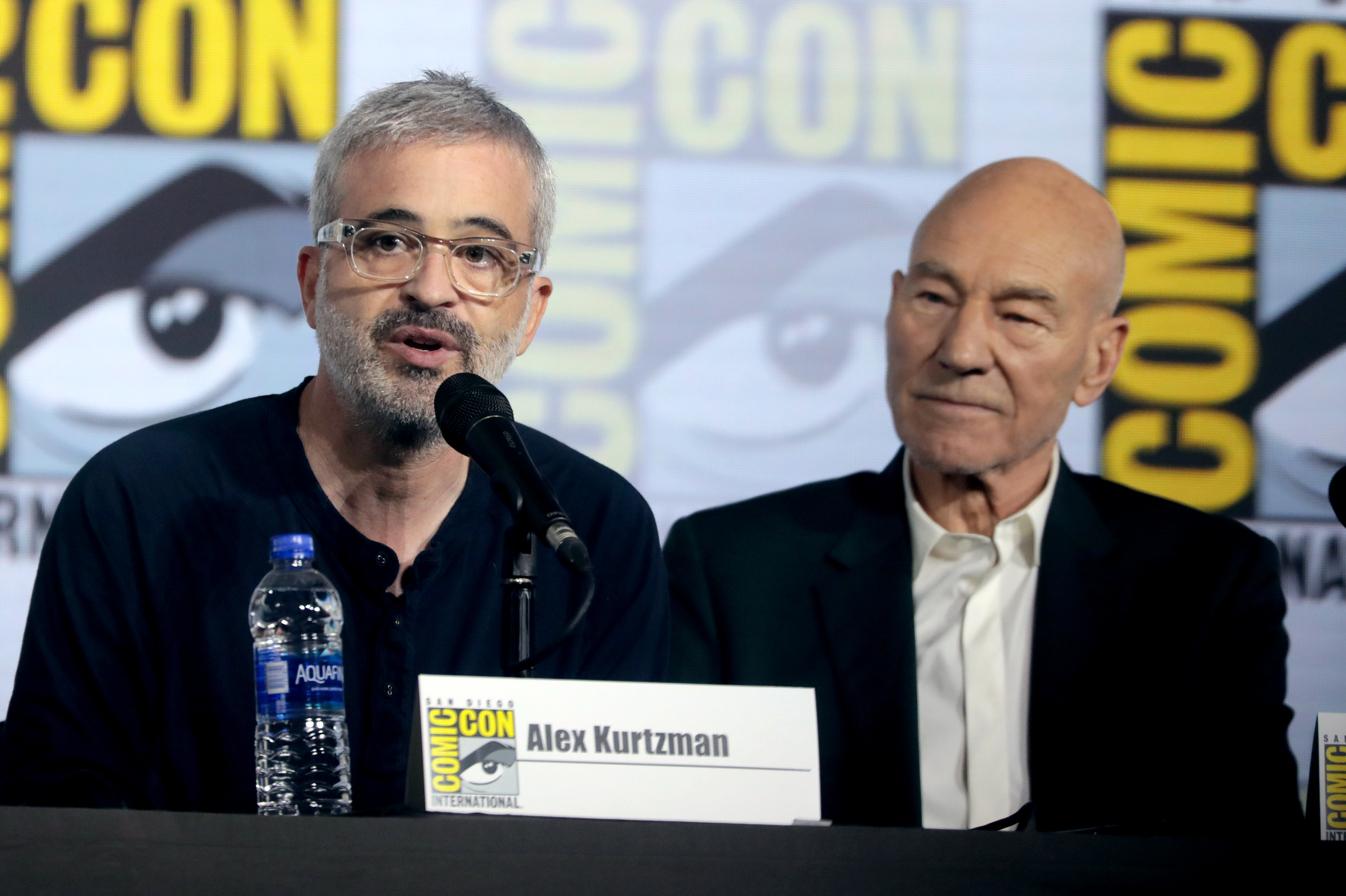
Patrick Stewart et Alex Kurtzman, l'une des têtes pensantes de la série Star Trek: Picard.

En janvier 2015, le comédien déclare qu'il serait éventuellement prêt à reprendre le rôle de Jean-Luc Picard aux côtés des autres acteurs de Star Trek : La Nouvelle Génération pour un nouveau film à condition d'être encore en âge, au moment des prises de vue, de jouer quelques scènes d'action[réf. nécessaire]. En décembre 2017, il indique être prêt à reprendre son rôle dans un film de la saga sous la direction de Quentin Tarantino.
Ainsi, un an après avoir délaissé le fauteuil roulant du professeur Xavier, Patrick Stewart annonce reprendre un autre personnage iconique de sa carrière, l'amiral Jean-Luc Picard. Ainsi, le 4 août 2018, il annonce officiellement sur Twitter qu'il va reprendre le rôle de Picard dans une nouvelle série intitulée Star Trek: Picard : « Je serai toujours fier d’avoir fait partie de Star Trek: The New Generation mais quand on a sorti le dernier film au printemps 2002, je sentais que j’avais fait mon temps. C’est une surprise inattendue mais délicieuse de me retrouver enthousiaste et revigoré à revenir chez Jean-Luc Picard et à explorer une nouvelle dimension. Chercher une nouvelle vie au personnage alors que je l’imaginais déjà finie[...] Ces dernières années, j’étais très enthousiaste de voir comment The Next Generation a réconforté les gens, ceux qui ont traversé des périodes difficiles dans leur vie qui se sont inspirés de Jean-Luc. En quête d’exploration et de confiance en soi [...] Je sens que je suis prêt à revenir vers lui pour les mêmes raisons [...] Je suis impatient de travailler avec notre brillante équipe créative alors que nous nous efforçons de faire revivre une nouvelle histoire, inattendue et pertinente. ». Refusant dans un premier de reprendre le personnage, Stewart a souhaité rencontrer les créateurs de la série afin de décliner poliment leur proposition, expliquant notamment ne pas vouloir refaire ce qu'il a déjà fait avec la série de 1987, mais il a été convaincu par les créateurs qui souhaitaient montrer un univers différent, avec des personnages qui ont évolué depuis le premier épisode diffusé il y a une trentaine d'années à l'époque,. La série se termine le 20 avril 2023.
En 2022, il rejoint l'univers cinématographique Marvel en interprétant non pas le Professeur Xavier des films X-Men, mais une variante du personnage. En effet, Patrick Stewart apparaît dans le film Doctor Strange in the Multiverse of Madness de Sam Raimi, qui a pour thème principal la représentation de différents univers et dans lequel son personnage n'est pas montré comment étant le directeur de l'école pour jeunes mutants, mais comme étant un membre des Illuminati sur la Terre-838.
Après le tournage de la troisième saison de Star Trek: Picard, il annonce son envie de compléter ses mémoires. En avril 2023, il déclare que l'ouvrage titré Making It So sortira en octobre de la même année.

### Influences
Jouant dans de nombreuses pièces de William Shakespeare, Patrick Stewart est régulièrement décrit comme un « acteur shakespearien »,. Il doit cette passion pour le dramaturge à son professeur Cecil Dormand, qui à l'âge de 12 ans, lui fait réciter une scène du Marchand de Venise, puis le soutient moralement et financièrement dans sa carrière,. Il raconte plus tard « Bien que de nombreuses personnes dans ma vie et ma carrière aient eu une grande influence sur moi, sans cet homme, rien de tout cela ne serait arrivé. » ou encore « Il m'a sauvé quand j'étais un garçon et que mon éducation échouait et a sans aucun doute été la personne la plus importante de ma vie. Si je n'avais pas rencontré Cec, que serait-il advenu de moi ? Je suis tellement reconnaissant pour sa confiance en moi. »,.
Au sujet de la comédie, Patrick Stewart cite notamment le comédien Danny Kaye et le duo Laurel et Hardy,,. Jouant pour la première fois le rôle principal dans une comédie, à savoir Blunt Talk, Stewart dit être enfin du même avis que Laurence Olivier, un de ses héros, quand celui ci affirme qu'il n'y a rien de mieux que de faire rire un public. Il parle également de la fois où Olivier explique que quand il commence à étudier un personnage, la première chose qu'il cherche c'est l'humour en lui.

### Vie privée

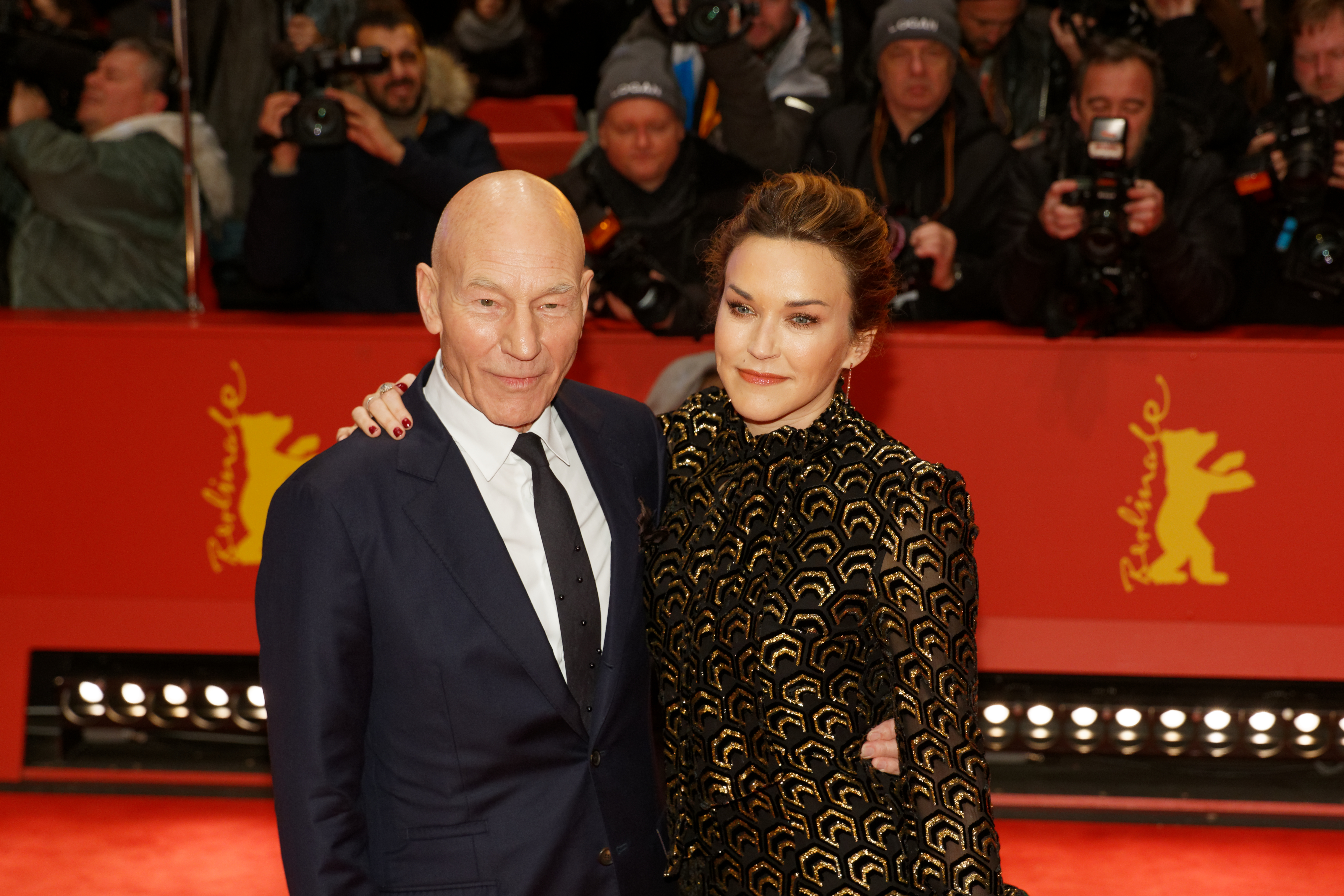
L'acteur aux côtés de sa troisième épouse, la chanteuse américaine Sunny Ozell.

En 1964, Patrick Stewart rencontre Sheila Falconer qu’il épouse le 4 mars 1966[réf. nécessaire] et avec qui il a deux enfants, Daniel Freedom et Sophie Alexandra. Le couple divorce en 1990 après 24 ans de mariage.
Il rencontre Wendy Neuss (en) sur le plateau de Star Trek à la fin des années 1980, se fiance à elle en 1997 et l’épouse le 25 août 2000 avant de divorcer le 14 octobre 2003.
En 2008, durant la production de la pièce Macbeth, il fait la rencontre de la chanteuse américaine Sunny Ozell (en), alors serveuse dans un restaurant à Brooklyn. En 2013, il se marie avec elle près du lac Tahoe dans le Nevada, Ian McKellen ayant officié le mariage,. Ayant appris par la suite que McKellen ne pouvait pas officier dans cet État, le couple s'est de nouveau marié de manière impromptue avec une poignée d'invités, dont McKellen, dans un restaurant mexicain à Los Angeles.
Il est un fervent supporter du club de football anglais Huddersfield Town Association Football Club.
Patrick Stewart a donné plusieurs objets en lien avec sa vie privée et sa carrière à Heritage Quay, le service d'archives de l'université de Huddersfield.

### Militantisme
Ayant assisté enfant aux violences commises par son père envers sa mère, Patrick Stewart lutte depuis de nombreuses années[Quand ?] contre les violences familiales via notamment l'organisation non gouvernementale Amnesty International ou encore les associations caritatives Combat Stress (en) et Refuge (en) ,. Pour cette dernière, il en devient un mécène en 2007.
En août 2014, il signe, aux côtés de plus de 200 personnalités, une lettre publiée dans le journal The Guardian afin d'exprimer son souhait de voir l'Écosse rester dans le Royaume-Uni après son référendum prévu en septembre.
En 2016, Patrick Stewart sort cinq chansons country pour le faux album Patrick Stewart’s Cowboy Classics, la vente des musiques revenant à l'association à but non lucratif International Rescue Committee.
Opposé au retrait du Royaume-Uni de l'Union européenne voté le 23 juin 2016, il signe avec 282 personnalités du monde des arts un manifeste afin d'exprimer le refus d'un « Brexit ». En octobre 2019, il participe à une marche organisée par le groupe People's Vote (en) afin d'organiser un second référendum (en).
Patrick Stewart défend les pitbulls et a notamment reçu une récompense en 2021 de la part de l'American Society for the Prevention of Cruelty to Animals afin d'honorer son engagement.

## Théâtre
- Note : Les dates correspondent aux premières représentations des pièces.
- 1977 : Every Good Boy Deserves Favour (en) : [Qui ?]
- 1988 : A Christmas Carol (en) : tous les personnages
- 1995 : La Tempête (The Tempest) de Shakespeare : Prospero
- 1997 : Othello ou le Maure de Venise (Othello, the Moor of Venice) de Shakespeare : Othello
- 1998 : The Ride Down Mt. Morgan (en) d'Arthur Miller : Lyman Felt
- 2001 : Johnson Over Jordan (en) de John Boynton Priestley : [Qui ?]
- 2007 : Macbeth de Shakespeare : Macbeth
- 2009 : Hamlet de Shakespeare : Claudius et le fantôme (en)
- 2009 : En attendant Godot de Samuel Beckett : Vladimir (en) (avec la présence de Ian McKellen)
- 2013 : No Man's Land d' Harold Pinter (avec la présence de Ian McKellen)

## Filmographie

### Cinéma

#### Films
- 1975 : Hedda de Trevor Nunn : Ejlert Løvborg
- 1975 : Hennessy : Tilney
- 1980 : Le Petit Lord Fauntleroy (Little Lord Fauntleroy) de Jack Gold : Wilkins
- 1981 : Excalibur de John Boorman : Leodagan de Carmélide
- 1984 : Uindii : M. Duffner
- 1984 : Dune de David Lynch : Gurney Halleck
- 1985 : Lifeforce : Dr Armstrong
- 1985 : Les Oies sauvages 2 de Peter Hunt : le général russe
- 1985 : Nom de code : Émeraude (Code Name: Emerald) de Jonathan Sanger (en) : le colonel Peters
- 1985 : Le Docteur et les Assassins (The Doctor and the Devils) de Freddie Francis : le professeur Macklin
- 1986 : Lady Jane de Trevor Nunn : Henry Grey, Duc de Suffolk
- 1991 : L.A. Story de Mick Jackson : M. Perdue
- 1993 : Sacré Robin des Bois (Robin Hood: Men in Tights) de Mel Brooks : Richard Cœur de Lion
- 1994 : Deux Doigts sur la gâchette (Gunmen) de Deran Sarafian : Loomis
- 1994 : Star Trek : Générations (Star Trek: Generations) de David Carson : Capitaine Jean-Luc Picard
- 1995 : Jeffrey de Christopher Ashley : Sterling
- 1995 : Love Dance d'Eleanor Bergstein : John
- 1996 : Star Trek : Premier Contact (Star Trek: First Contact) de Jonathan Frakes : le capitaine Jean-Luc Picard
- 1997 : Complots (Conspiracy Theory) de Richard Donner : Dr Jonas
- 1997 : Masterminds de Roger Christian : Rafe Bentley
- 1998 : Dad Savage de Betsan Morris Evans : Dad Savage
- 1998 : Paranoïa (Safe House) d'Eric Steven Stahl : Mace Sowell
- 1998 : Star Trek : Insurrection de Jonathan Frakes : le capitaine Jean-Luc Picard
- 2000 : X-Men de Bryan Singer : Charles Xavier / Professeur X
- 2002 : Star Trek : Nemesis de Stuart Baird : le capitaine Jean-Luc Picard
- 2003 : X-Men 2 de Bryan Singer : Charles Xavier / Professeur X
- 2005 : Le Match de leur vie (The Game of Their Lives) de David Anspaugh : Dent McSkimming
- 2006 : X-Men : L'Affrontement final (X-Men: The Last Stand) de Brett Ratner : Charles Xavier / Professeur X
- 2009 : X-Men Origins: Wolverine de Gavin Hood : Charles Xavier / Professeur X
- 2012 : Ted de Seth MacFarlane : le narrateur
- 2013 : Canailles Connection de Reshef Levi : Michael Simpson
- 2013 : Wolverine : Le Combat de l'immortel (The Wolverine) de James Mangold : Charles Xavier / Professeur X
- 2014 : X-Men: Days of Future Past de Bryan Singer : Charles Xavier / Professeur X
- 2015 : Match de Stephen Belber : Tobi Powell
- 2015 : Stuck de Mitch Davis : Harris
- 2015 : Christmas Eve de Mitch Davis : Harris
- 2016 : Green Room de Jeremy Saulnier : Darcy
- 2017 : Logan de James Mangold : Charles Xavier / Professeur X[120]
- 2017 : The Wilde Wedding de Damian Harris : Harold
- 2019 : Alex, le destin d'un roi (The Kid Who Would Be King)de Joe Cornish : Merlin
- 2019 : Charlie's Angels d'Elizabeth Banks : John Bosley
- 2020 : Coda de Claude Lalonde : Henry Cole
- 2022 : Doctor Strange in the Multiverse of Madness de Sam Raimi : Charles Xavier / Professeur X
- 2026 : Avengers: Doomsday de Anthony et Joe Russo : Charles Xavier / Professeur X

#### Films d'animation
- 1984 : Nausicaä de la Vallée du Vent (Nausicaä of the Valley of the Wind) : Lord Yupa (doublage pour version anglophone réalisé en 2005)
- 1994 : Richard au pays des livres magiques (The Pagemaster) : Aventure
- 1998 : Le Prince d'Égypte (The Prince of Egypt) : Pharaon Seti I
- 2001 : Jimmy Neutron, un garçon génial (Jimmy Neutron: Boy Genius) : le roi Goobot
- 2004 : Le Monde fabuleux de Gaya (Back to Gaya) : Albert Drollinger
- 2004 : Steamboy : Dr Lloyd Steam (doublage pour la version anglophone)
- 2005 : Chicken Little : M. Woolensworth
- 2006 : Bambi 2 : le Grand Prince
- 2007 : TMNT : Les Tortues Ninja (TMNT) : Max Winters
- 2011 : Gnoméo et Juliette : Bill Shakespeare
- 2012 : L'Âge de glace 4 : La Dérive des continents : Ariscratle
- 2013 : Legends of Oz: Dorothy's Return de Will Finn et Dan St. Pierre (en) : Tugg
- 2017 : Le Monde secret des Emojis (The Emoji Movie) de Tony Leondis : Papa Caca

### Télévision

#### Téléfilms
- 1974 : Antoine et Cléopâtre : Enobarbus
- 1974 : The Gathering Storm : Clement Attlee
- 1975 : The Madness : Largo Caballero
- 1978 : When the Actors Come : Janos
- 1980 : Hamlet : Claudius
- 1984 : Pope John Paul II: The Movie : Wladislaw Gomulka
- 1987 : Au fil de l'épée (en) (The Devil's Disciple) : le révérend Anderson
- 1993 : Commando express de David Jackson : Malcolm Philpott
- 1994 : In Search of Dr. Seuss de Vincent Paterson : le sergent Mulvaney
- 1996 : Le Fantôme de Canterville (en) (The Canterville Ghost) de Sydney Macartney : Sir Simon de Canterville
- 1999 : La Nuit des fantômes (A Christmas Carol) de David Hugh Jones : Ebenezer Scrooge
- 1999 : La Ferme des animaux (Animal Farm) : Napoléon (téléfilm d'animation - voix originale)
- 2002 : King of Texas d'Uli Edel : John Lear
- 2003 : Le Lion en hiver (The Lion in Winter) d'Andreï Kontchalovski : le roi Henri II
- 2009 : Hamlet de Gregory Doran : Claudius et le fantôme (en)
- 2010 : Macbeth de Rupert Goold : Macbeth
- 2012 : Richard II de Rupert Goold : John of Gaunt

#### Séries télévisées
- 1967 : Coronation Street : un pompier (1 épisode)
- 1974 : La Chute des aigles (Fall of Eagles) : Lénine (3 épisodes)
- 1975 : Nord et Sud : John Thornton (4 épisodes)
- 1976 : Moi Claude empereur (I Claudius) : Séjan (4 épisodes)
- 1979 : La Taupe (en) (Tinker, Tailor, Soldier, Spy) : Karla (1 épisode)
- 1981 : Maybury : Dr Edward Roebuck (20 épisodes)
- 1982 : Les Gens de Smiley (en) (Smiley's People) : Karla (1 épisode)
- 1987-1994 : Star Trek : La Nouvelle Génération (Star Trek: The Next Generation) : le capitaine Jean-Luc Picard (176 épisodes)
- 1993 : Star Trek: Deep Space Nine : le capitaine Jean-Luc Picard (saison 1, épisode 1)
- 1998 : Moby Dick de Franc Roddam : le capitaine Achab
- 2005 : Eleventh Hour : le professeur Ian Hood (4 épisodes)
- 2005 : L'Île mystérieuse (Mysterious Island) de Russell Mulcahy : Nemo
- 2012 : The Hollow Crown : Jean de Gand (saison 1, épisode 1 Richard II)
- 2015-2016 : Blunt Talk : Walter Blunt  (20 épisodes)
- 2020-2023 : Star Trek: Picard : l'amiral Jean-Luc Picard (30 épisodes)

#### Séries d'animation
- 1995 et 2013 : Les Simpson : Numéro 1 (Homer the Great) et  Vigorous Older Man  (The Fabulous Faker Boy)
- depuis 2005 : American Dad! : Avery Bullock et lui-même / le présentateur de l'épisode Blood Crieth Unto Heaven (117 épisodes - en cours)
- depuis 2005 : Family Guy : Jean-Luc Picard, Avery Bullock, lui-même et divers personnages (16 épisodes - en cours)
- 2012 : Futurama : le Maître-chasseur (31st Century Fox)

### Jeux vidéo
De 1995 à 2003, Patrick Stewart reprend de manière régulière le rôle de Jean-Luc Picard dans les différents jeux de la franchise Star Trek suivants : Star Trek: The Next Generation - A Final Unity (1995), Star Trek Generations (1997), Star Trek: Hidden Evil (1999), Star Trek: Invasion (2000), Star Trek: Armada (2000), Star Trek: Armada II (2001), Star Trek: Bridge Commander (2002) Star Trek: Starfleet Command III (2002) et Star Trek: Elite Force II (2003). En 2006 il retrouve une énième fois le personnage dans le jeu Star Trek: Legacy.
Interprétant le personnage du Professeur Charles Xavier au cinéma à partir de 2000, Patrick Stewart retrouve le personnage dans les jeux X2 - Wolverine's Revenge (2002), X-Men: Next Dimension (2002), X-Men Legends (2004) et X-Men Legends II: Rise of Apocalypse (2005), qui ne sont pas liés aux films, ainsi que dans le jeu X-Men: The Official Game dont les évènements se déroulent entre le deuxième et troisième volet,,,,.
Patrick Stewart prête également sa voix à plusieurs jeux vidéo de rôle, interprétant en 1993 le roi Richard dans Lands of Lore: The Throne of Chaos et le mage Khelban dans Forgotten Realms: Demon Stone en 2004. Mais son rôle le plus célèbre est celui de l'empereur Uriel Septim VII qu'il tient dans The Elder Scrolls IV: Oblivion, quatrième volet de la série de jeu vidéo de rôle The Elder Scrolls développée par le studio Bethesda Game Studios, et qui lui permet de glaner le Spike Video Game Awards de la meilleure prestation masculine,.
En 2010, il participe au redémarrage de la franchise Castlevania, en jouant Zobek, l'antagoniste de Castlevania: Lords of Shadow. Il reprend le personnage en 2014 dans la suite.
Narrateur dans plusieurs films, Patrick Stewart l'est également dans plusieurs jeux vidéo, comme en 2011 dans War of the Worlds, une nouvelle adaptation vidéoludique du roman de science-fiction La Guerre des mondes d'H. G. Wells ou encore en 2018 dans My Memory of Us, une allégorie de la Seconde Guerre mondiale et de l'Holocauste,. Il narre également en 2019 les jeux Shadow Point et Felix the Reaper (en).

## Musique
En 1999 il participe au projet de Rick Wakeman, Return to the Centre of the Earth, en enregistrant la narration.

## Littérature
- octobre 2023 : Making It So (mémoires)

## Distinctions et honneurs
Patrick Stewart est nommé officier de l’Ordre de l’Empire britannique en 2001. De 2004 à 2015, il est Chancelier de l’université d'Huddersfield, puis Chancelier émérite à partir de 2015,. Sa dernière visite sur place a eu lieu le 23 octobre 2008, à l'occasion de l'inauguration du bâtiment Creative Arts Building[réf. nécessaire].
Il reçoit en 2007 un prix d'honneur de la part du festival Jules Verne Aventures.
En 2010, il est anobli par la reine Élisabeth II, devenant ainsi « Sir Patrick Stewart ». Il déclare : « Les chevaliers du théâtre représentaient pour moi non seulement l'apogée de la profession mais également l'estime dans laquelle la profession était tenue [...] Me retrouver, à mon grand étonnement, dans ce groupe est la plus grande chose qui me soit arrivée professionnellement. »,.
Il porte la torche olympique lors des Jeux olympiques d'été de 2012.
En 2022, il détient d'après le Livre Guinness des records, le record de la « plus longue carrière en tant que personnage Marvel en prise de vues réelles » grâce à son apparition en tant que professeur Xavier dans le film Doctor Strange in the Multiverse of Madness (2022), soit 21 ans et 296 jours après avoir joué le personnage pour la première fois dans X-Men (2000). Il a partagé un temps le record avec Hugh Jackman à la suite du film Logan (2017), mais ces deux derniers avaient été détronés par Tobey Maguire, Willem Dafoe et J. K. Simmons, après la sortie du film Spider-Man: No Way Home (2021).

### Récompenses
- Laurence Olivier Awards 1979 : Meilleur second rôle pour Antoine et Cléopâtre

- Drama Desk Awards 1992 : Meilleur seul en scène pour A Christmas Carol (en)

- Festival Jules Verne Aventures 2007 : prix d'honneur pour la mini-série L'Île mystérieuse

- Laurence Olivier Awards 2009 : Meilleur second rôle pour Hamlet

- BTVA Voice Acting Awards 2013 : Meilleure narration pour Ted
- BTVA People's Choice Voice Acting Awards 2013 : Meilleure narration dans une comédie pour Ted

- Saturn Awards 2018 : Meilleur acteur dans un second rôle pour Logan

- Online Film and Television Association Awards 2020 : Meilleur acteur dans une série télévisée pour Star Trek: Picard
- Young Artist Awards 2020 : prix pour l'ensemble de sa carrière

- Critics' Choice Super Awards 2021 :
  - Meilleur acteur dans une série télévisée pour Star Trek: Picard
  - prix Legacy partagé avec Jean-Luc Picard
- Saturn Awards 2021 : Meilleur acteur pour Star Trek: Picard

### Nominations
- Laurence Olivier Awards 1994 : Meilleur acteur pour A Christmas Carol

## Voix francophones
En version française, Pierre Dourlens est la voix régulière de Patrick Stewart depuis le film Complots. Il le double notamment à sept reprises dans les films X-Men ainsi que dans Green Room.
De nombreux comédiens l'ont doublé pour son rôle de Jean-Luc Picard dans la franchise Star Trek. Si Pierre Dourlens le double dans la série la plus récente, Star Trek: Picard, 7 comédiens l'ont précédé. Ainsi, dans la série Star Trek : La Nouvelle Génération, s'il est majoritairement doublé par Alain Choquet, René Bériard le double pour le 1er doublage du pilote, Jacques Deschamps le double dans le 1er doublage de l'épisode Le Meilleur des deux mondes. Dans l'épisode Allégeance, sa voix chantée est doublée par Daniel Beretta. Claude Giraud le double dans les films Star Trek : Premier Contact, Star Trek : Insurrection, et Star Trek : Nemesis, Pierre Baton dans la série Star Trek: Deep Space Nine et Jean-Claude de Goros dans le film Star Trek : Générations.
À titre exceptionnel, il est également doublé par Claude Joseph dans Moi Claude empereur, Pierre Hatet dans Excalibur, Michel Vocoret dans Dune, Jean-Claude Michel dans Lifeforce, Jean Berger dans Lady Jane, Jean Lagache dans Sacré Robin des Bois, Georges Berthomieu dans Deux Doigts sur la gâchette, Jacques Ciron dans Jeffrey, ou encore Bernard Demory dans Eleventh Hour.